# William J. Houston

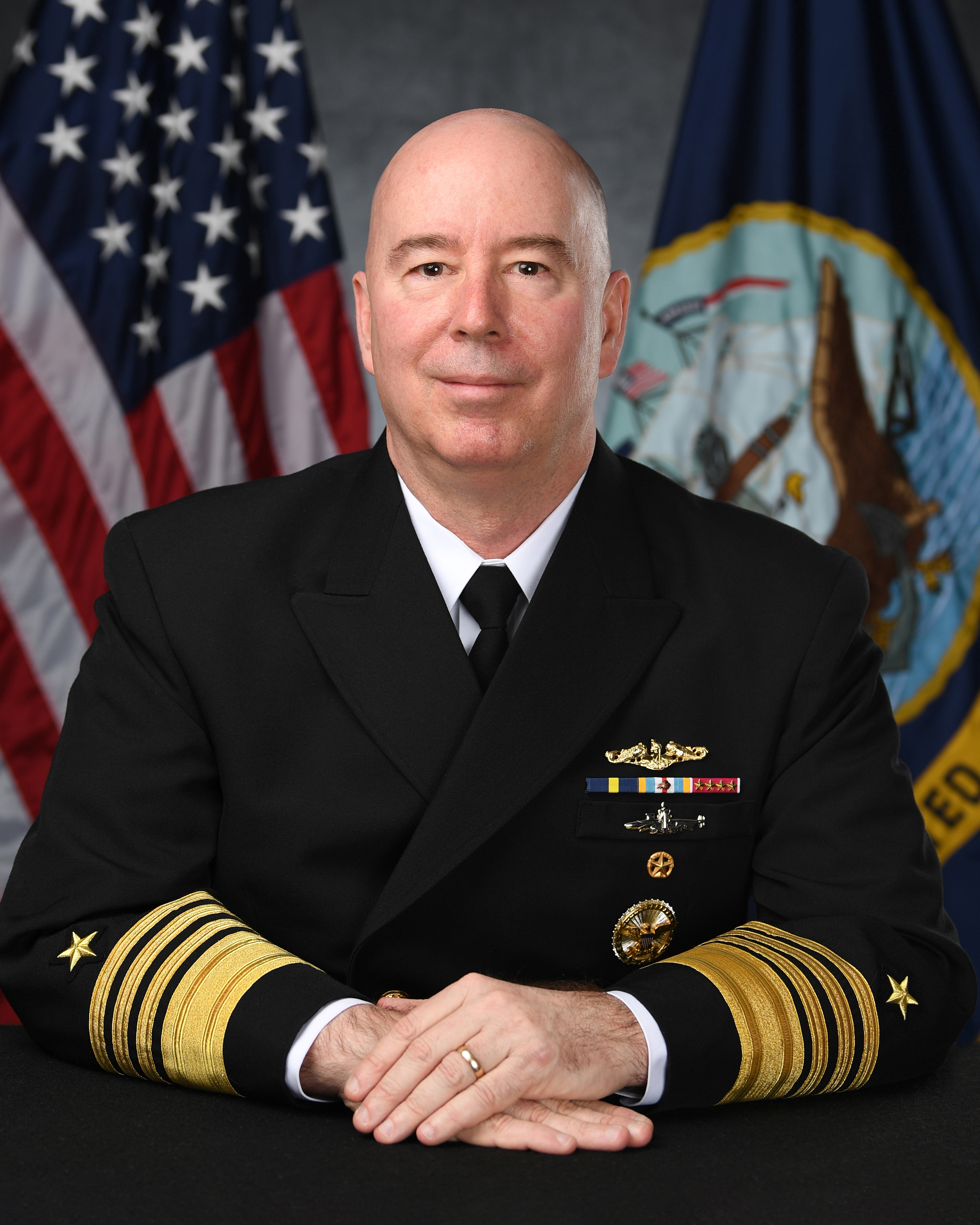
William Joseph Houston (2024)

William Joseph Houston (* 1968 in Buffalo) ist ein US-amerikanischer Admiral der United States Navy. Er amtiert als Direktor des Naval Nuclear Propulsion Program, welches das Kernenergieprogramm der United States Navy administriert.

## Leben
William J. Houston stammt aus Buffalo, New York, und studierte an der University of Notre Dame Electrical Engineering. Er trat über das Reserve Officer Training Corps (ROTC) der Marine der Vereinigten Staaten bei und erwarb später noch einen Master of Business Administration.
Seine Verwendungen auf See beinhalten (alle an Bord von U-Booten) unter anderem eine Verwendung an Bord der Phoenix, als technischer Offizier an Bord des Schiffs Hampton und als Executive Officer (Vertreter des Kommandanten) auf der Tennessee. Selbst kommandierte er später die Hampton mit Basis in San Diego und er war später Kommodore der Submarine Squadron 20 in Kings Bay, Georgia.
An Stabsverwendungen absolvierte er unter anderem eine als Adjutant des Kommandeurs der U-Boot-Streitkräfte der United States Atlantic Fleet, und er war Teil des Atlantic Fleet Nuclear Propulsion Examining Board. Zudem wurde er als Special Assistant des Direktors für Personal und Strategie bei Naval Reactors verwendet. Später übernahm er den Posten des Principal Director for Nuclear Matters im Büro des Secretary of Defense und war in weiteren Funktionen und Gremien bezüglich der Kernreaktoren der Seestreitkräfte tätig.
Verwendungen als Flaggoffizier führten ihn ins United States Strategic Command, zu United States Naval Forces Europe-Africa, als Deputy Commander der 6th Fleet und als Kommandeur der Submarine Group 8. Zudem war er im Büro des Chief of Naval Operations der Leiter der U-Boot-Abteilung sowie später der gesamten U-Boot-Flotte der United States Atlantic Fleet und Kommandeur des Allied Submarine Command.
Im Januar 2024 wurde er zum Direktor des Naval Nuclear Propulsion Program ernannt.